# Ulf Abraham

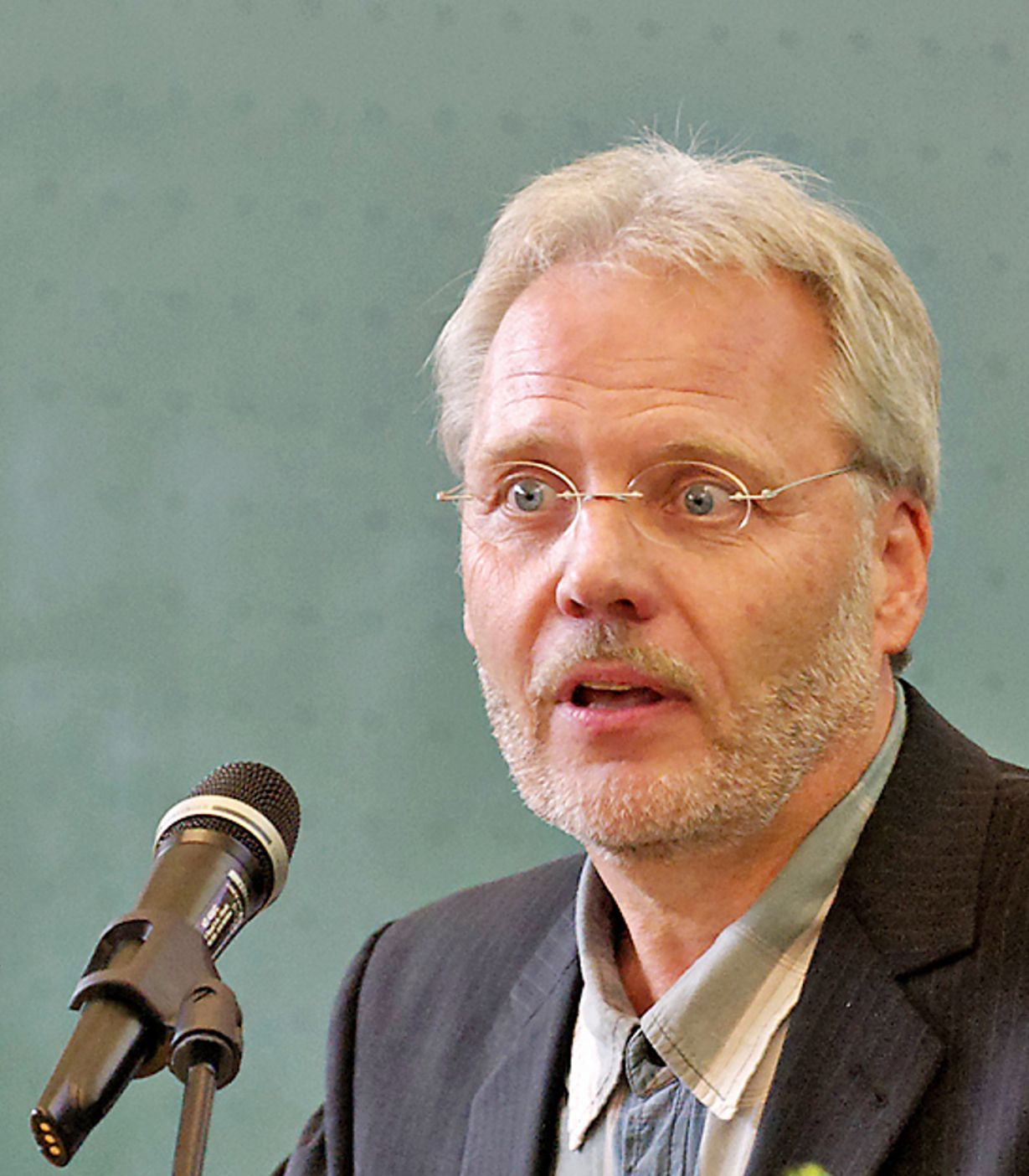
Ulf Abraham (2011)

Ulf Abraham (* 5. April 1954 in Nürnberg) ist ein deutscher Germanist und Fachdidaktiker im Fach Deutsch.

## Leben
Abraham besuchte in Nürnberg die Grundschule und die Oberrealschule für Knaben in Ansbach. Von 1975 bis 1980 studierte er Deutsche und Englische Philologie an der Friedrich-Alexander-Universität Erlangen-Nürnberg, wo er 1980 das Erste Staatsexamen für das Lehramt an Gymnasien ablegte. Als Stipendiat der Studienstiftung des Deutschen Volkes promovierte er anschließend bei Gerhard Neumann in Erlangen und Freiburg im Breisgau. Er beendete das Promotionsstudium 1983 mit einer Arbeit zu Franz Kafka (Der verhörte Held. Verhöre, Urteile und die Rede von Recht und Schuld im Werk Kafkas, publiziert 1985) und erhielt dafür die höchste Auszeichnung (summa cum laude). Von 1983 bis 1985 war er Referendar am Hardenberg-Gymnasium Fürth und am Dietrich-Bonhoeffer-Gymnasium Oberasbach und unterrichtete von 1985 bis 1989 als Studienrat am Celtis-Gymnasium in Schweinfurt.
Seine wissenschaftliche Laufbahn verfolgte er ab 1989 an der Otto-Friedrich-Universität Bamberg auf einer Assistenzstelle bei Ortwin Beisbart weiter und habilitierte ebenda 1994 mit der Schrift StilGestalten. Geschichte und Systematik der Rede vom Stil in der Deutschdidaktik. Nach der Übernahme einer Vertretungsprofessur für Deutschdidaktik an der Julius-Maximilians-Universität Würzburg ab 1995 erhielt er dort 1997 den Ruf auf den Lehrstuhl. Einen weiteren Ruf an die Freie Universität Berlin lehnte er 2002 ab. 2004 war er Gastprofessor an der Emory University in Atlanta, USA. Angenommen hat er dann 2005 einen Ruf zurück als Lehrstuhlinhaber an die Otto-Friedrich-Universität Bamberg. Auf Einladung nahm er 2009 eine weitere Gastprofessur am Kompetenzzentrum Deutschdidaktik der Universität Klagenfurt an. Entpflichtet wurde Ulf Abraham an der Otto-Friedrich-Universität Bamberg im April 2020. Seit Oktober 2021 arbeitet er als Seniorprofessor an der Humboldt-Universität zu Berlin.

## Wirken
Ulf Abraham kann als einer der letzten Generalisten in der Deutschdidaktik bezeichnet werden, weil er nahezu alle wesentlichen Kompetenzfelder beforscht und durch maßgebliche Publikationen miterschlossen hat. Der Schreibdidaktik hat er mit dem (aus der Habilitation hervorgegangenen) Bändchen Lesarten-Schreibarten. Formen der Wiedergabe und Besprechung literarischer Texte (1994) neue Impulse gegeben. Tradierte schulische Textsorten wie die Inhaltsangabe oder den Interpretationsaufsatz unterzog er der Kritik. Als Alternativen bzw. Varianten schlug er etwa den Précis oder das Erstellen stilistischer Varietés (in Anlehnung an die Stilübungen Raymond Queneaus) vor. Immer wieder machte er sich auch für das kreative Schreiben im Deutschunterricht stark. Dies gelang ihm insofern überzeugend, als er selbst auch gelegentlich literarische Texte verfasste und publizierte.
Um nachhaltig schulisches Schreiben näher an außerschulische Praxen heranzuführen, entwickelte er zusammen mit Ina Brendel-Perpina und Erwin Krottenthaler ein Fortbildungsmodell, das Lehrkräfte und Autoren/ Autorinnen in Schreibwerkstätten zusammenführte (vgl. Literarisches Schreiben im Deutschunterricht. Produktionsorientierte Literaturpädagogik in der Aus- und Weiterbildung, 2015; 2. Auflage 2021).
In Übergänge. Literatur, Sozialisation und literarisches Lernen. (1998) verfolgte er anhand zahlreicher Texte für Kinder, Jugendliche und Erwachsene Wege zur außerschulischen und schulischen literarischen Bildung. Ähnlich den von Donald Winnicott beschriebenen Übergangsobjekten können nach Abraham auch Bücher psychosoziale Entwicklungen der Leser/-innen befördern.
Viele der hier gewonnenen Erkenntnisse sind in das zusammen mit Matthis Kepser verfasste Standardwerk Literaturdidaktik. Eine Einführung. eingeflossen. Konzipiert wird hier Literaturdidaktik als eigenständige wissenschaftliche Teildisziplin auf kulturwissenschaftlicher, soziologischer, anthropologischer und mediengeschichtlicher Basis. Eine empirisch fundierte Kompetenzorientierung wird dabei keineswegs abgelehnt, aber für ergänzungsbedürftig erklärt. Erstmals 2006 erschienen liegt das Buch seit 2016 in vierter völlig neu bearbeiteter und erweiterter Auflage vor.
Dem meist vernachlässigten Kompetenzbereich mündlicher Sprachgebrauch ist die Publikation Sprechen als reflexive Praxis. Mündlicher Sprachgebrauch in einem kompetenzorientierten Deutschunterricht (2008; 2., aktual. u. erw. Aufl. 2016.) gewidmet. Hier werden systematisch alle wesentlichen Teilkompetenzen wie Erzählen, Informieren, Szenisch spielen, Reden und Präsentieren abgehandelt.
Auf großes Interesse in der deutschdidaktischen Theorie und Praxis stieß auch das Buch Filme im Deutschunterricht (2008, 4. aktualisierte Aufl. 2018), das sich der lange vernachlässigten schulischen Filmbildung widmet. Bilder und Texte zusammenzuführen ist ebenso das Anliegen des zusammen mit Hubert Sowa publizierten Bandes Bild und Text im Unterricht. Grundlagen, Lernszenarien, Praxisbeispiele aus dem Jahr 2016.
Damit ist Abrahams Wirken in der Deutschdidaktik nur knapp umrissen: Er ist seit 2002 Mitherausgeber und Autor der im Friedrich Verlag erscheinenden Fachzeitschrift Praxis Deutsch. Als Autor für weitere Zeitschriften sowie (Mit-)Herausgeber zahlreicher Sammelbände hat er in über 190 weiteren Aufsätzen und Artikeln Deutschunterricht in Theorie und Praxis nachhaltig geprägt. Zudem ist er seit vielen Jahren in der wissenschaftlichen Vereinigung Symposion Deutschdidaktik e.V. engagiert, deren Vorsitzender er von 2008 bis 2012 war. Für seine wissenschaftlichen Verdienste wurde Ulf Abraham 2014 mit dem Friedrich-Preis, der wichtigsten Auszeichnung der Fachdidaktik Deutsch, ausgezeichnet.

## Werke (Auswahl)
- Der verhörte Held. Verhöre, Urteile und die Rede von Recht und Schuld im Werk Franz Kafkas. Fink, München 1985.
- Lesarten – Schreibarten. Formen der Wiedergabe und Besprechung literarischer Texte. Klett, Stuttgart 1994.
- StilGestalten: Geschichte und Systematik der Rede vom Stil in der Deutschdidaktik. Theoretische Grundlagen, didaktische Probleme, methodische Perspektiven. Niemeyer, Tübingen 1996.
- Übergänge. Literatur, Sozialisation und literarisches Lernen. Westdeutscher Verlag, Wiesbaden 1998.
- mit Matthis Kepser: Literaturdidaktik Deutsch. Eine Einführung. 4. völlig neu bearb. u. erw. Aufl. Erich Schmidt Verlag, Berlin 2016.
- Sprechen als reflexive Praxis. Mündlicher Sprachgebrauch in einem kompetenzorientierten Deutschunterricht. Fillibach, Freiburg i.Br. 2008.2., aktual. u. erw. Aufl. 2016.
- Filme im Deutschunterricht. 4., erneut aktualisierte Aufl. Klett/Kallmeyer, Velber 2018.
- Fantastik in Literatur und Film. Eine Einführung für Schule und Hochschule. Erich Schmidt Verlag, Berlin 2012. 2., aktualisierte Auflage 2022.
- mit Ina Brendel-Perpina: Literarisches Schreiben im Deutschunterricht. Produktionsorientierte Literaturpädagogik in der Aus- und Weiterbildung. Klett/Kallmeyer, Velber 2015. 2. Auflage 2021.
- mit Hubert Sowa: Bild und Text im Unterricht. Grundlagen, Lernszenarien, Praxisbeispiele. Klett/Kallmeyer, Velber 2016.
- Literarisches Wissen materialgestützt erarbeiten. Wissensbasiertes Verstehen und Gestalten von Literatur im Deutschunterricht der Sekundarstufen. Hannover: Klett/Kallmeyer 2021.